# Pyrausta leechi
Pyrausta leechi is een vlinder van de familie van de grasmotten (Crambidae). De wetenschappelijke naam van deze soort is voor het eerst voorgesteld door Richard South in een gezamenlijke publicatie van John Henry Leech en Richard South uit 1901. De soort is vernoemd naar de Engelse entomoloog John Henry Leech. De spanwijdte van deze vlinder bedraagt 28 millimeter.
De soort komt voor in West-China.